# Vätse
Koordinaten: 58° 50′ N, 23° 40′ O
Vätse (deutsch Wetsa) ist ein Dorf (estnisch küla) in der Stadtgemeinde Haapsalu (bis 2017: Landgemeinde Ridala) im Kreis Lääne in Estland.
Der Ort hat fünf Einwohner (Stand 31. Dezember 2011). Er liegt zwölf Kilometer südöstlich der Kernstadt Haapsalu.